# إبراهيم حاميم
الشيخ إبراهيم بن حاميم بن أحمد بن مقبل بن علي بن سنان بن عبد الله السروري (1895م – 1966م) من مواليد حوالي عام 1312هـ بقرية «ثبرة» بعزلة الصوفة اليوسفين، مديرية خدير – محافظة تعز. أحد كبار مشائخ وأعيان لواء تعز خلال منتصف القرن العشرين، وأحد مناضلي ثورة السادس والعشرين من سبتمبر 1962م والتي اسقطت نظام الإمامة في اليمن.

## بدايته
شارك الشيخ إبراهيم حاميم في ريعان شبابه بالحملة العثمانية على الإنجليز في مستعمرة عدن عام 1915م. ثم ذاع صيته بعد أن بدأ يتعهد بحماية القوافل التجارية وبتأمين أهم الطرق التجارية للبلاد في حينها، وهو طريق عدن – تعز البري. وقد اسند إليه الإمام يحيى حميد الدين مسؤولية حماية حدود البلاد في المنطقة، وبالعمل مع الحاج حمود الربيدي في إدارة جمرك الراهدة، الرافد الرئيسي لخزانة الدولة آنذاك.
في مطلع عام 1958م تم تشكيل اللجنة التأسيسية للأحرار، والتي كانت تهدف للإطاحة بنظام الإمامة في البلاد. وقد شملت اللجنة كل من عبد الغني مطهر، الشيخ قاسم حسين أبو رأس، الشيخ زيد مهفل، الشيخ مطيع بن عبد الله دماج، الشيخ إبراهيم حاميم الشيخ ناشر عبد الرحمن العريقي، الشيخ حسين بن ناصر مبخوت، الملازم محمد مفرح، عبد القادر الخطري، علي حمود الحرازي، رائد أحمد الجرموزي، الشاويش حمود سلامة، وعبد الله ناجي. وقد كان الشيخ إبراهيم يدعم نشاط ولده الشيخ عبد القوي حاميم (عضو مجلس قيادة الثورة في وقت لاحق) في تهريب وإدخال الأسلحة والذخائر عبر الحدود، والتي كانت مصر ترسلها لدعم الثوار في اليمن عبر مدينة عدن.

## عقب قيام الثورة
عقب قيام ثورة السادس والعشرين من سبتمبر 1962م، تم تعيين الشيخ إبراهيم حاميم محافظاً للراهدة ومديراً لجمرك الراهدة، كما تولى مسؤولية الإشراف على تدريب وتسليح المتطوعين للدفاع عن الثورة.
في أبريل من عام 1963م, تم تشكيل اللجنة المركزية لشؤون القبائل (مصلحة شؤون القبائل في وقت لاحق)، بعضوية كل من: الشيخ غالب بن ناصر الأحمر، الشيخ علي بن علي الرويشان، الشيخ إبراهيم حاميم، الشيخ علي بن ناجي الشايف، الشيخ ناصر علي البخيتي، الشيخ سالم عبد القوي الحميقاني، الشيخ منصور راجح، الشيخ أحمد عبد ربه العواضي، الشيخ محمد أحمد الحباري، الشيخ عبد الولي القيري، الشيخ أحمد حسين ضبعان، الشيخ علي صغير شامي، الشيخ درهم أبولحوم، الشيخ عبد الوهاب دويد، الشيخ محمد الزوم، الشيخ مشلي القايفي.

## وفاته
انتقل الشيخ إبراهيم حاميم إلى جوار ربه في 17 يونيو 1966م في بلده الشيخ عثمان، بعد صراع مع المرض لمدة عام. وقد توفي عن خمسة أولاد هم: عبد القوي ومحمد وعلي، وابنتان.